# Aldus Manutius

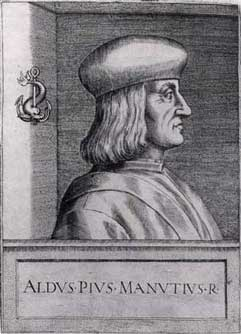
Aldus Manutius

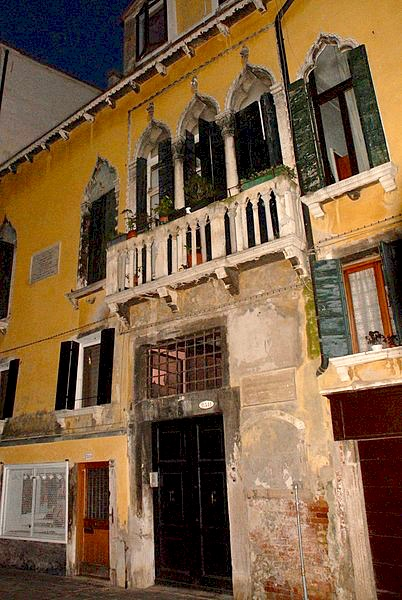
Haus an der Stelle von Aldus’ Offizin, Calle del Scaleter, 2287, 30125 Venezia VE, Italien

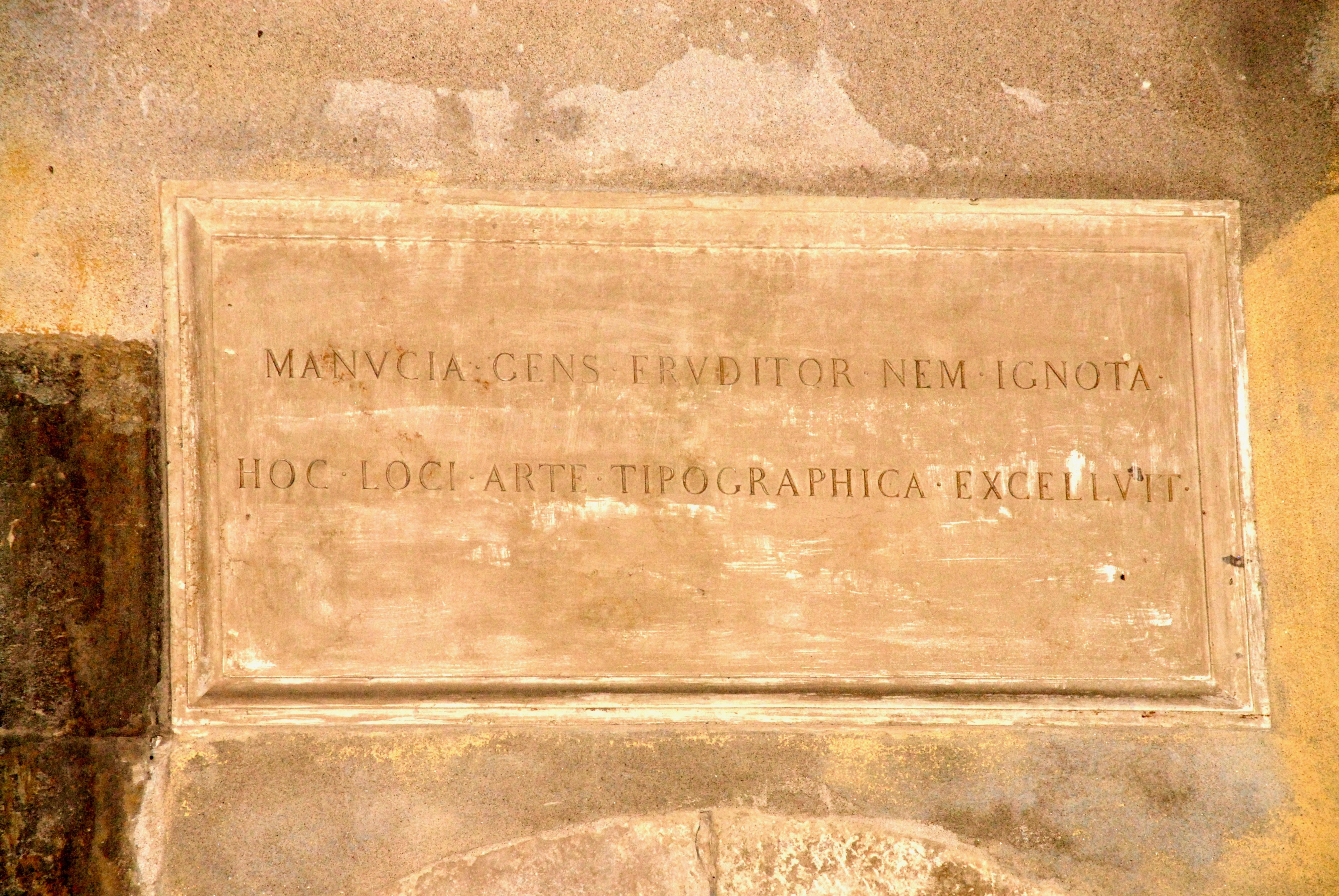
Eine kleine Gedenktafel erinnert an den Ort, an dem Aldus einst gewirkt hat

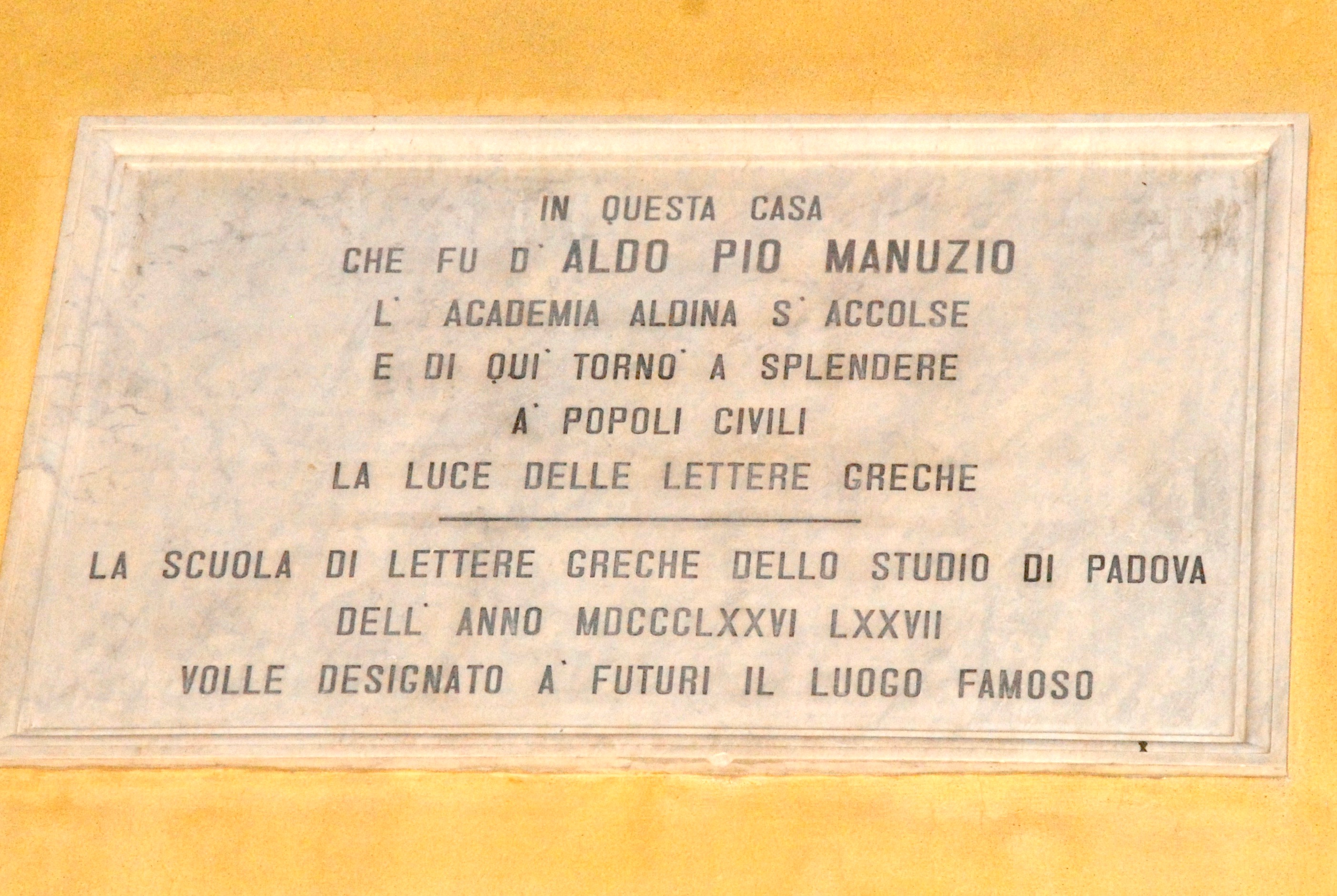
Die Gedenktafel ehrt Aldus als großen Drucker und Typographen

Aldus Pius Manutius (italienisch Aldo Pio Manuzio; * 1449 in Bassiano; † 6. Februar 1515 in Venedig) war ein venezianischer Buchdrucker und Verleger. Manutius war zu seiner Zeit der bedeutendste Drucker griechischer Texte.

## Leben
Nach Studien in Ferrara, Rom – hier war er Schüler von Domizio Calderini – und Verona richtete Aldus Manutius im Alter von etwa 40 Jahren in Venedig eine Druckerei ein, deren Produkte die Welt der Bücher revolutionieren sollten. In der dortigen Biblioteca Marciana stand eine umfangreiche Sammlung an griechischen Handschriften zur Verfügung, die durch die Stiftung des griechischen Kardinals Bessarion nach Venedig gekommen waren. Mit einem Kreis begabter Typografen machte sich Manutius an die Veröffentlichung dieser Texte. Seine Ausgaben, die sogenannten Aldinen (Plural von Aldina), waren innovativ u. a. durch ihr kleines, dem Oktav in etwa entsprechendes Buchformat, das relativ preisgünstig hergestellt werden konnte. 1495 erschienen bei ihm die ersten Drucke der Welt in griechischen Lettern. Mit seinen Drucken griechischer und lateinischer Werke der Antike und humanistischer Autoren wie Pietro Bembo und Francesco Petrarca leistete Manutius einen wesentlichen Beitrag zur Entwicklung des Humanismus in Europa und zur Wiederentdeckung der Antike in der Renaissance.
In Venedig lebte Manutius zunächst im Pfarrbezirk S. Agostino, später in S. Paternian, wo auch Andrea Torresano wirkte, mit dem zusammen er ab 1495 druckte und dessen Tochter er 1505 heiratete. Hier wohnte auch Margarete, die Witwe des Frankfurter Buchhändlers und Verlegers Peter Ugelheimer; mit ihrer Unterstützung gab Manutius 1500 die Briefe der Katharina von Siena heraus.
Es wurde gelegentlich behauptet, er sei an den Folgen eines Mordanschlags gestorben, während andere berichten, er habe sich infolge von Überarbeitung eine Krankheit zugezogen, an der er nach einigen Monaten starb. Auch das Todesdatum wird unterschiedlich angegeben (5., 6. oder 8. Februar 1515). Sein Testament vom 16. Januar 1515 (1514 more veneto) ist erhalten.
Am Campo Sant’ Agostin erinnern zwei Gedenktafeln an ihn. Angebracht sind sie an dem Haus, in dem vermutlich seine Offizin verortet war.
Nach seinem Tod führten, nachdem Markos Musoros den Freunden der Wissenschaften die Fortführung der Offizin empfohlen hatte, sein Schwiegervater Andrea d’Asola und seine Schwäger Druckerei und Verlag fort, bis im Jahr 1533 sein Sohn Paulus Manutius (1512–1574) die Leitung übernehmen konnte.

## Werk
Manutius war eine treibende Kraft bei der Wiederentdeckung der antiken Literatur in der Renaissance. Er machte gleichzeitig aus dem Handwerk eine Kunst.
Er unterhielt in seinem Haus eine gelehrte Gesellschaft (auch Akademie genannt), die die Redaktion dieser Texte besorgte. Bedeutende Humanisten, darunter Hieronymus Aleander, Pietro Bembo, Erasmus von Rotterdam, Johannes Reuchlin, gehörten zu seinem Freundeskreis. Ab 1495 verlegte er fünf Bücher des Aristoteles, es folgten Werke von Theokrit, Aristophanes und Vergil, Juvenal, Petrarca, Martial, Thukydides, Sophokles und Herodot, Euripides, Homer, Pindar und Platon. Das Jahr 1495 markiert den in Manutius’ Offizin einsetzenden Beginn des Druckes griechischer Texte. Sein berühmtester Druck war wohl die Hypnerotomachia Poliphili des Francesco Colonna (1499) mit exzellenten Holzschnitten. 1502 verlegte er die Divina commedia von Dante Alighieri.
Im Jahr 1499 erschien seine griechische Ausgabe des Dioskurides. Eine griechische Galen-Ausgabe wurde 1525 von seinen Erben (namentlich bei seinem Schwiegervater Andrea d’Asola, der das Unternehmen fortführte) veröffentlicht.
Auch die libri de re rustica von Cato dem Älteren (De agri cultura), Marcus Terentius Varro (De re rustica), Columella (De re rustica) und Palladius (Opus agriculturae) verlegte Aldus 1514 in Venedig.
Auch als Typograph hatte Manutius wesentlichen Einfluss auf die noch junge Kunst des Buchdruckes. Die in den Druckereien des 15. Jahrhunderts im Norden übliche sogenannte gotische Schrift, die aus den Handschriften abgeleitete Textura, ersetzte er durch neue, kunstvolle Lettern – die aldinischen Typen, heute Antiqua genannt. In der Ausgabe des Vergil von 1501 verwendete er erstmals die Kursivschrift (englisch italic), deren Erfindung dann sein Schriftschneider Francesco Griffo für sich reklamierte, nachdem dieser 1502 im Streit von Manutius geschieden und zu dessen Konkurrent Girolamo (Gershon) Soncino gewechselt war.
Für die typographische Gestaltung einer Interpunktion wurden seine Ausgaben der Werke Bembos und Petrarcas unter anderem durch die regelmäßige Verwendung des festen Punktes am Satzende und durch die Formgebung für das Komma zur Markierung von Perioden innerhalb des Satzes wegweisend.

## Druckerzeichen

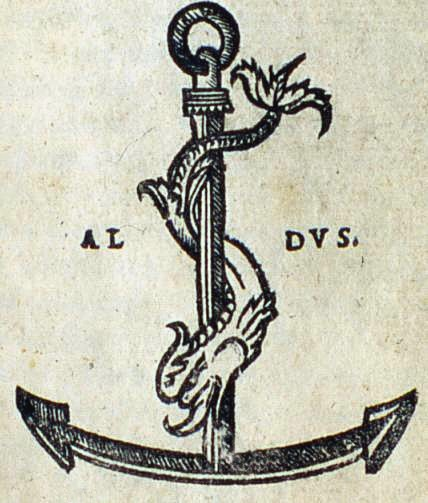
Druckerzeichen der Aldus-Presse

Das Druckerzeichen der Aldus-Presse zeigt einen Anker und einen Delphin: Der Anker steht als Symbol für die Langsamkeit, der Delphin für die Geschwindigkeit. Es war seit 1502 in Gebrauch und wurde später in zahlreichen Emblembüchern aufgegriffen. Das hier im Bild formulierte Motto heißt Festina lente (Eile mit Weile). Es wird Augustus zugeschrieben und ist in Suetons Biographien und den Noctes Atticae des Aulus Gellius überliefert.
Aldus’ Signet, das für die Sorgfalt und Schönheit seiner Drucke stand, ist wiederholt von anderen Druckern in Europa kopiert worden.

## Rezeption

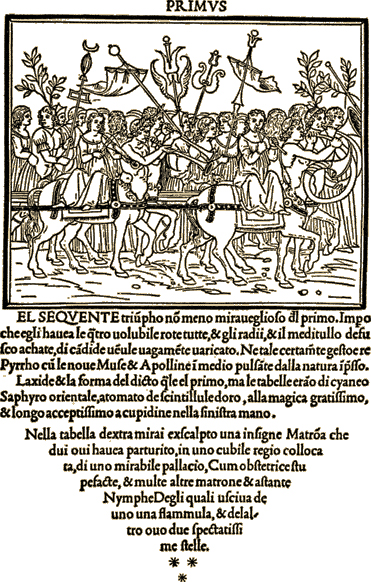
Buchseite von Francesco Colonnas Hypnerotomachia Poliphili, gedruckt von Aldus Manutius

Vom Mönch Makarije, der die erste Druckerei Südosteuropas betrieb, wird angenommen, dass er in der Druckerei von Manutius gearbeitet und dort sein Wissen erworben hatte.
Der Schriftgestalter Hermann Zapf entwickelte ab 1953 eine schmalere und leichtere Variante der Schrift Palatino, die er als Aldus Buchschrift bezeichnete.
Ende des 20. Jahrhunderts wurde Aldus Manutius noch eine späte Ehre zuteil: Die Aldus Corporation, eine Firma, die 1985 das Layoutprogramm PageMaker auf den Markt brachte und damit Desktop-Publishing (DTP) den Weg bahnte, nannte sich nach dem venezianischen Drucker. Im September 1994 fusionierte Aldus mit Adobe Inc. und ist damit ebenfalls Geschichte.
In Umberto Ecos Roman Das Foucaultsche Pendel heißt ein glamouröser Selbstkostenverlag Manuzio. Ein seriöser Wissenschaftsverlag desselben Unternehmers ist dagegen nach Claude Garamond benannt.
Im Roman Die sonderbare Buchhandlung des Mr. Penumbra von Robin Sloan spielt sein Wirken eine zentrale Rolle in Form einer fiktionalisierten Version von Aldus Manutius sowie eines ihm gewidmeten fiktiven Geheimbundes.

## Schriften
- Institutionum grammaticarum libri quattuor. Nach 1507 (Digitalisat)
- Nigel Guy Wilson (Hrsg.): Aldus Manutius: The Greek Classics (= The I Tatti Renaissance Library. Bd. 70). Harvard University Press, Cambridge (Massachusetts) 2016, ISBN 978-0-674-08867-2 (lateinischer Text und englische Übersetzung von Vorworten des Manutius zu von ihm veröffentlichten Ausgaben)